# Antonio Morabito
Antonio Morabito (Carrara, 1972) è un regista, sceneggiatore e montatore italiano.

## Biografia
Dopo il diploma di regia (Maldoror, Roma) frequenta il corso di sceneggiatura al Conservatoire Européen d'Écriture Audiovisuelle (CEEA) di Parigi. Ha realizzato numerosi cortometraggi presentati in diversi festival internazionali, tra cui Ulna e Ragno e Cecilia. Da Cecilia, vincitore del secondo premio nello Spazio Italia del Torino Film Festival nel 1999, è stato poi sviluppato un lungometraggio omonimo, distribuito nel 2003 dalla Pablo. Ha lavorato per Sky e Rai come regista di format e documentari.
Nel 2007 esce in sala il documentario sul movimento anarchico carrarese Non son l'uno per cento. Ha lavorato come sceneggiatore per la Sagrera Audiovisual, diventata poi Miramares Studios, con cui ha scritto il film tv Ullals per la catalana TV3. Ha collaborato con Il manifesto, Umanità Nova, Greenpeace e Union Latine. È del 2013 il film documentario Che cos'è un Manrico. Un anno dopo esce in sala Il venditore di medicine, distribuito da Cinecittà Luce. Nel maggio 2018 è la volta di Rimetti a noi i nostri debiti, primo film italiano distribuito originalmente da Netflix.

## Filmografia

### Regista

#### Cortometraggi
- Recinti (1997)
- Bac blu (1998)
- Ulna e Ragno (1999)
- Cecilia (1999)

#### Documentari
- Non son l'uno per cento - Anarchici a Carrara (2007)
- Che cos'è un Manrico (2016)

#### Lungometraggi
- Cecilia (2001)
- Il venditore di medicine (2013)
- Rimetti a noi i nostri debiti (2018)

### Sceneggiatore
- Cecilia, regia di Antonio Morabito - cortometraggio (1999)
- Cecilia, regia di Antonio Morabito (2001)
- Il venditore di medicine, regia di Antonio Morabito (2014)
- Rimetti a noi i nostri debiti, regia di Antonio Morabito (2018)

### Montatore
- Cecilia, regia di Antonio Morabito - cortometraggio (1999)
- Cecilia, regia di Antonio Morabito (2001)

### Direttore della fotografia
- Non son l'uno per cento - Anarchici a Carrara, regia di Antonio Morabito - documentario (2007)
- Che cos'è un Manrico, regia di Antonio Morabito - documentario (2016)